# Gornja Šušnjara
Gornja Šušnjara – wieś w Chorwacji, w żupanii bielowarsko-bilogorskiej, w gminie Štefanje. W 2011 roku liczyła 28 mieszkańców.